# Les Grandes-Loges
Les Grandes-Loges è un comune francese di 275 abitanti situato nel dipartimento della Marna nella regione del Grand Est.

## Società

### Evoluzione demografica
Abitanti censiti